# Non innervosite il coniglio
Non innervosite il coniglio (Rabbit Rampage) è un film del 1955 diretto da Chuck Jones. È un cortometraggio animato della serie Merrie Melodies, prodotto dalla Warner Bros. e uscito negli Stati Uniti l'11 giugno 1955. Il surreale cartone animato (come Pennelli, rabbia e fantasia) ha come protagonista Bugs Bunny, che (come Daffy Duck) è tormentato da un apparentemente sadico animatore, inizialmente invisibile (ma alla fine del corto si rivela di essere Taddeo), che cambia costantemente posizione, abbigliamento, voce, aspetto fisico e anche la forma di Bugs.